# Col de la Colombière

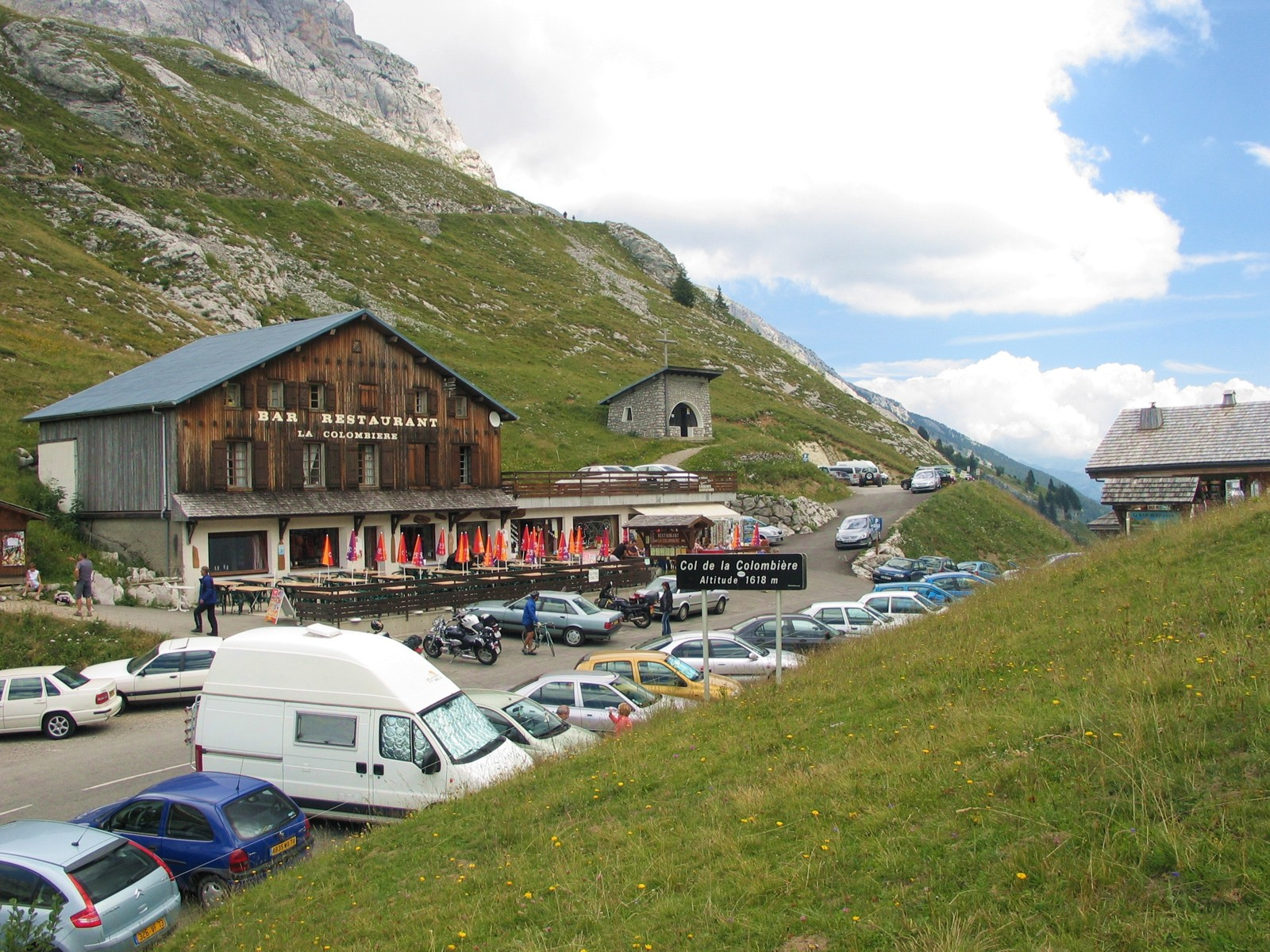
Cima del Col de la Colombière.

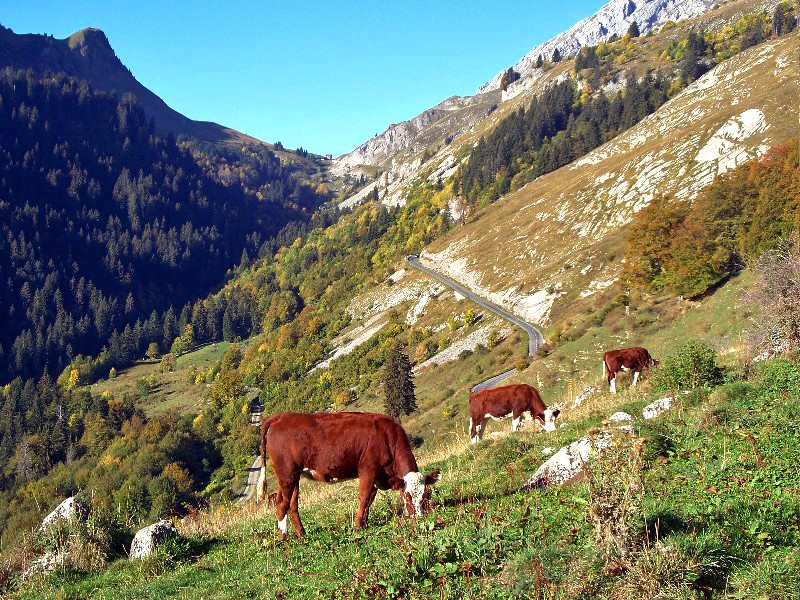
Carretera de acceso al Col de la Colombière.

El Col de la Colombière es un puerto de montaña situado en los Alpes franceses que culmina a 1613 m s. n. m., en el departamento de Alta Saboya, en la región francesa de Ródano-Alpes. Este col comunica los valles de Le Grand-Bornand y de Le Reposoir, situados entre el Macizo de los Bornes al nornoroeste y la Cordillera de Aravis. No es una vía de tráfico muy frecuentada, pues hay otras carreteras mejor paralelas a ésta, en concreto la Autoroute A40.

## Ciclismo

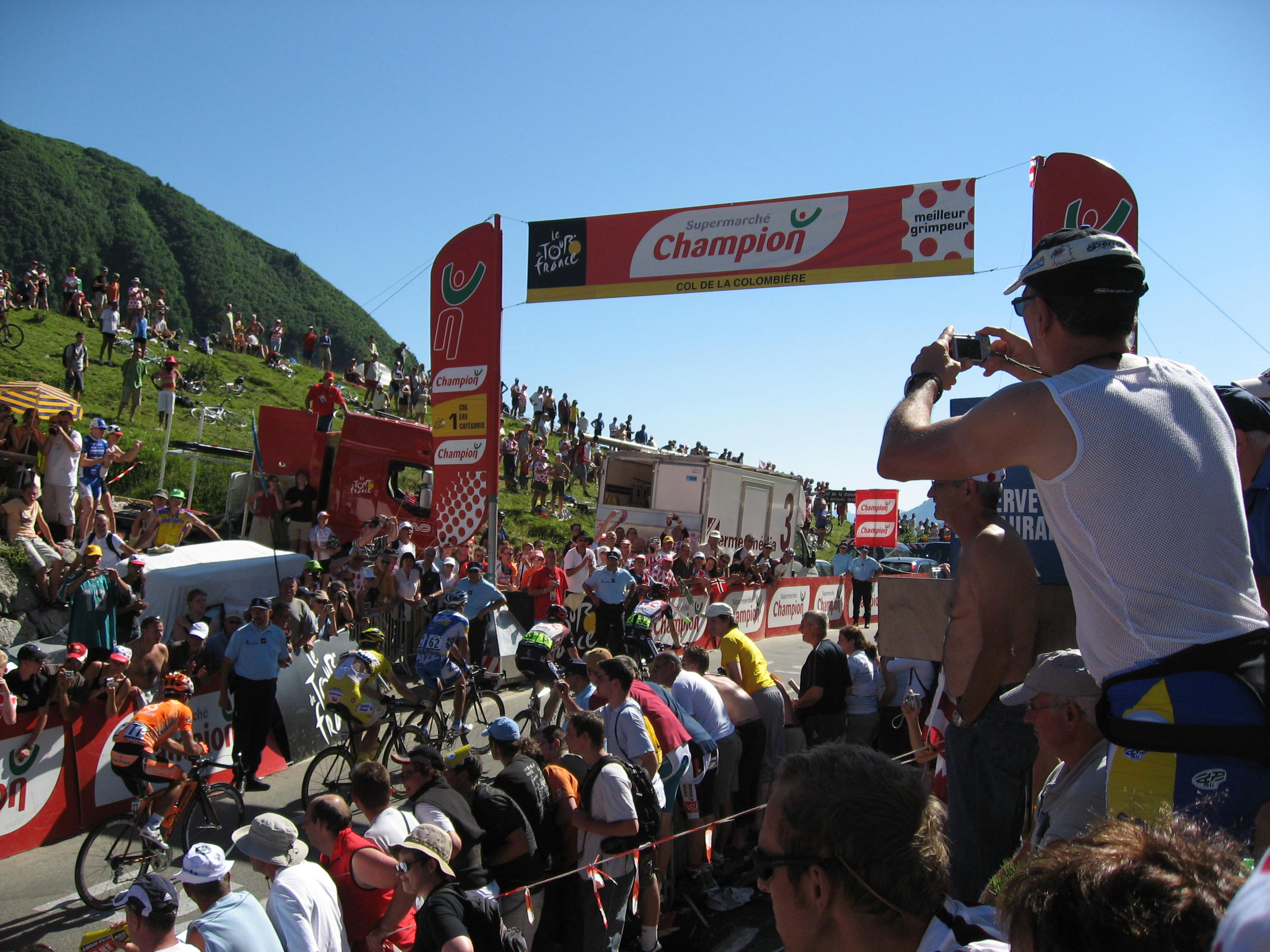
Paso de la escapada por el Col de la Colombière en la 7ª etapa del Tour de Francia 2007.

### Detalles de la subida
Aunque el puerto no llega a una altitud muy elevada, se trata de una subida muy dura para los ciclistas.
Desde Scionzier, la subida tiene una longitud de 16,3 km, con un desnivel de 1108 m, lo que hace un 6,8% de pendiente media. La parte más dura se encuentra cerca de la cima, con una pendiente máxima del 10,2%.
Desde Le Grand-Bornand, el Col de la Colombière tiene una longitud de 11,7 km, con 690 m de desnivel y una pendiente media del 5,9%.

### Tour de Francia
El Col de la Colombière se ha subido en 20 ocasiones, clasificado desde 1978 como puerto de 1ª categoría. Es una de las principales dificultades alpinas del Tour de Francia, sobre todo cuando se ha escalado al final de etapa tras haber subido el Col des Aravis y el Col du Joux-Plane.
La vertiente norte desde Cluses representa 1128 m  de desnivel en 19,5 km (una media del 5,7%). Se registra una pendiente del 10% en los últimos 1500 metros. La vertiente sur representa 16,5 km desde La Clusaz, pero tiene un descenso de unos 4 km hasta Saint-Jean-de-Sixt. 
En 2007 fue el primer puerto alpino subido en el Tour de Francia.

#### Pasos en el Tour de Francia
El puerto se incluyó por primera vez en el Tour de Francia en 1960, y desde entonces se ha subido 23 veces.
| Año  | Etapa | Categoría | Líder en la cima     |
| ---- | ----- | --------- | -------------------- |
| 2021 | 8     | 1ª        | Dylan Teuns          |
| 2018 | 10    | 1ª        | Julian Alaphilippe   |
| 2016 | 20    | 1ª        | Thomas De Gendt      |
| 2010 | 9     | 1ª        | Christophe Moreau    |
| 2009 | 17    | 1ª        | Fränk Schleck        |
| 2007 | 7     | 1ª        | Linus Gerdemann      |
| 2006 | 17    | 1ª        | Floyd Landis         |
| 2002 | 17    | 1ª        | Mario Aerts          |
| 2000 | 16    | 1ª        | Marco Pantani        |
| 1997 | 15    | 1ª        | Richard Virenque     |
| 1994 | 18    | 1ª        | Piotr Ugrumov        |
| 1991 | 18    | 1ª        | Thierry Claveyrolat  |
| 1990 | 10    | 1ª        | Thierry Claveyrolat  |
| 1987 | 22    | 1ª        | Eduardo Chozas       |
| 1985 | 12    | 1ª        | Lucho Herrera        |
| 1984 | 19    | 1ª        | Jérôme Simon         |
| 1983 | 18    | 1ª        | Jacques Michaud      |
| 1982 | 17    | 1ª        | Jean-René Bernaudeau |
| 1980 | 18    | 1ª        | Ludo Loos            |
| 1978 | 17    | 1ª        | René Bittinger       |
| 1975 | 17    | 2ª        | Vicente López Carril |
| 1968 | 19    | 2ª        | Barry Hoban          |
| 1960 | 18    | 2ª        | Fernando Manzaneque  |